# Crowsonius meliponae
Crowsonius meliponae es una especie de coleóptero de la familia Monotomidae.

## Distribución geográfica
Habita en Costa Rica.